# Félix José de Augusta
Félix José de Augusta (n. August Stephan Kathan, Augsburgo, 26 de diciembre de 1860 - Valdivia, 16 de noviembre de 1935) fue un médico cirujano y misionero capuchino de origen judeoalemán, estudioso de las costumbres de los mapuches. Cobró mucha notoriedad sobre todo por sus trabajos lingüísticos relativos al mapudungun.
Realizó sus estudios de Medicina en la Universidad de Múnich, los que cursó satisfactoriamente, titulándose como doctor en medicina y cirugía. Puesto que tenía vocación de servicio al prójimo, entró al convento de los capuchinos de Laufen en 1887, haciendo su primera profesión de votos el 6 de marzo del año siguiente. El 2 de agosto de 1890 fue ordenado sacerdote.

## Trabajo apostólico
En 1896, fray Félix José viajó a Chile junto a los misioneros bávaros Anselmo de Kamin, Tadeo de Wiessent y Sérvulo de Gottmannshofen, arribando a las costas de ese país el 4 de enero de aquel año. Apenas se internó en la Araucanía, se dedicó a las labores de evangelización e instrucción de los mapuches en diversas misiones de su orden. Arrendó una choza en medio de un apartado lago de esa zona, y allí se abocó al estudio de la lengua aborigen.
También el padre Félix se destacó en la defensa de los derechos de los indígenas, quienes sufrían constantemente las iniquidades que resultaban del desconocimiento del idioma español por parte de éstos, lo que se traducía en engaños y reyertas. De esta forma, los naturales le manifestaron un sincero aprecio.

## El lingüista
En el transcurso de los años que pasó educando en la fe a los mapuches, se sirvió de algunos de ellos para iniciarse en el aprendizaje profundo del mapudungun. Tras laboriosos y pacientes estudios, compiló todos sus apuntes y los reunió aplicando métodos novedosos, que se convirtieron en 1903 en la "Gramática araucana". Esta publicación fue calurosamente recibida en el ambiente intelectual de Chile, al punto que el distinguido y eminente lingüista de la Universidad de Chile Dr. Rodolfo Lenz, alabó la obra por su erudición y por su espíritu altamente didáctico y pedagógico
Más tarde, en colaboración de fray Sigisfredo Schneider de Frauenhäusl, dio a conocer en 1910 su trabajo intitulado "Lecturas araucanas", con el que alcanzó un enorme prestigio. Pero el que le prodigó un enorme éxito dentro de la comunidad científica del país, fue su trabajo más logrado y que lo convirtió en uno de los principales estudiosos de la lengua mapuche: el "Diccionario araucano-español, español-araucano", cuya primera edición salió a la venta en 1916.